# Spelaeomysis olivae
Spelaeomysis olivae är en kräftdjursart som beskrevs av Bowman 1973. Spelaeomysis olivae ingår i släktet Spelaeomysis och familjen Lepidomysidae. Inga underarter finns listade i Catalogue of Life.